# Ville alpine de l'année
 (février 2021).
Si vous disposez d'ouvrages ou d'articles de référence ou si vous connaissez des sites web de qualité traitant du thème abordé ici, merci de compléter l'article en donnant les références utiles à sa vérifiabilité et en les liant à la section « Notes et références ».

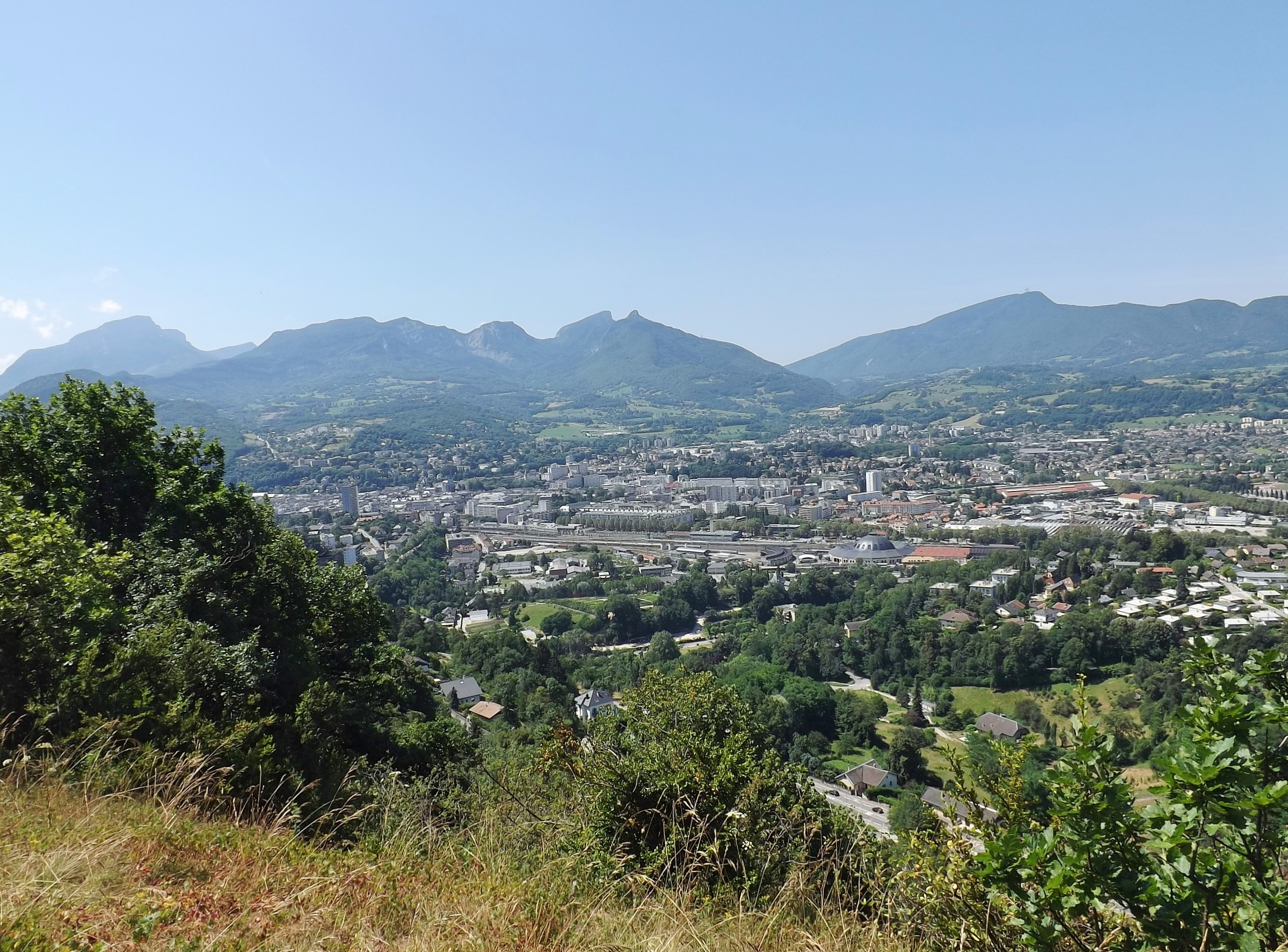
Chambéry, ville des Alpes de l'année 2006.

Le titre de Ville des Alpes de l’Année est décerné à des villes de l’Arc alpin particulièrement engagées dans le soutien de la Convention alpine et dans le développement durable. 
Les Villes des Alpes de l’Année sont organisées dans l’association internationale du même nom. 

## Le titre deVille des Alpes de l’Année
Le titre est attribué chaque année par l’Assemblée générale de l’association, sur recommandation d’un Jury international. Le Jury s’assure au préalable que les projets présentés par les villes candidates s’inscrivent dans une démarche de durabilité écologique, sociale et économique. Toute ville située dans le périmètre de la Convention alpine peut se porter candidate. 
La Ville des Alpes de l’Année désignée organise, au plus tard six mois avant le début de l’année où elle exerce le titre, une manifestation au cours de laquelle elle présente son programme. Pendant l’année où elle est titulaire du titre, la ville organise au moins trois conférences ou événements internationaux, et réalise au moins deux projets durables. 
Le titre et la coopération au-delà des frontières linguistiques donnent aux villes une plus grande visibilité internationale. Ils permettent également de faire connaître les actions menées pour le développement durable et de renforcer la cohésion sociale au sein de la ville. L’année de « Ville des Alpes » peut aussi favoriser la réalisation de certains projets : le Parc naturel du Dobratsch à Villach (Autriche) est né par exemple de l’idée de Ville des Alpes. 

## Objectifs
L’association Ville des Alpes de l’Année a cinq objectifs : 
- Renforcer l’identité alpine.
- Impliquer la population en l’invitant à participer au programme et aux actions menées par la Ville des Alpes de l’Année.
- Consolider les liens avec les territoires environnants.
- Construire un avenir durable à travers la mise en œuvre des principes de la Convention alpine dans des projets concrets.
- Développer les coopérations entre les villes de l’arc alpin.

## L’associationVille des Alpes de l’Année
Les Villes des Alpes de l’Année coopèrent au sein de l’association du même nom, qui a son siège à Bad Reichenhall, en Allemagne. 

### Composition du jury
Une fois par an, un jury se réunit en vue d'élire une commune répondant au mieux aux critères émis dans le cadre du projet Ville des Alpes de l'année.
Le Jury examine les candidatures et propose une ville à l’Assemblée générale de l’association. Il conseille la ville pour les questions de fond et reçoit le rapport final. Le jury est composé de différents représentants d'associations exerçant au sein des Alpes telles que la Commission Internationale pour la Protection des Alpes (CIPRA), le Réseau de communes Alliance dans les Alpes ou encore Pro Vita Alpina.

### Assemblée générale
Les représentants des Villes des Alpes de l’Année se réunissent deux fois par an dans des villes différentes. L’Assemblée générale désigne la Ville des Alpes de l’année suivante, élit le Jury et le Comité directeur et définit la politique générale de l’association. Elle permet aussi des échanges directs et personnels entre les villes au-delà des frontières linguistiques.

### Comité directeur
Le Comité directeur se compose de trois à cinq personnes, tous maires ou représentants officiels de maires. Il gère les affaires courantes de l’association. Les membres du Comité directeur sont actuellement Thierry Billet (président, Annecy), Bojan Sever (vice-président, Idrija), Hubert Buhl (assesseur, Sonthofen) et Patrizia Trincanato (assesseur, Bolzano)

### Consultant/consultante
Chaque ville désigne une personne de contact appelée consultant ou consultante. Le ou la consultant(e) assure l’interface entre la ville, les autres membres de l’association et le secrétariat. Il ou elle est également responsable du suivi de la réalisation des objectifs de l’association dans sa ville.

### Secrétariat
Le Secrétariat est responsable des affaires courantes de l’association. Il est dirigé depuis 2003 par la Commission Internationale pour la Protection des Alpes (CIPRA). La CIPRA est également représentée dans le Jury depuis la création de l’association, en 1997. 

## Projets
La Ville des Alpes de l’Année en titre réalise au minimum deux projets répondant aux objectifs de l’association. Ces projets sont documentés dans une base de données en ligne. Les projets réalisés par les villes sont également présentés régulièrement dans la lettre d’information en quatre langues de l’association. 
L’association Ville de Alpes de l’Année est partenaire du projet Espace Alpin Alpstar, qui a pour objectif de conduire les Alpes vers la neutralité carbone. Le projet a été lancé en juillet 2011 et se poursuit jusqu’en mars 2014.

## Liste des villes élues

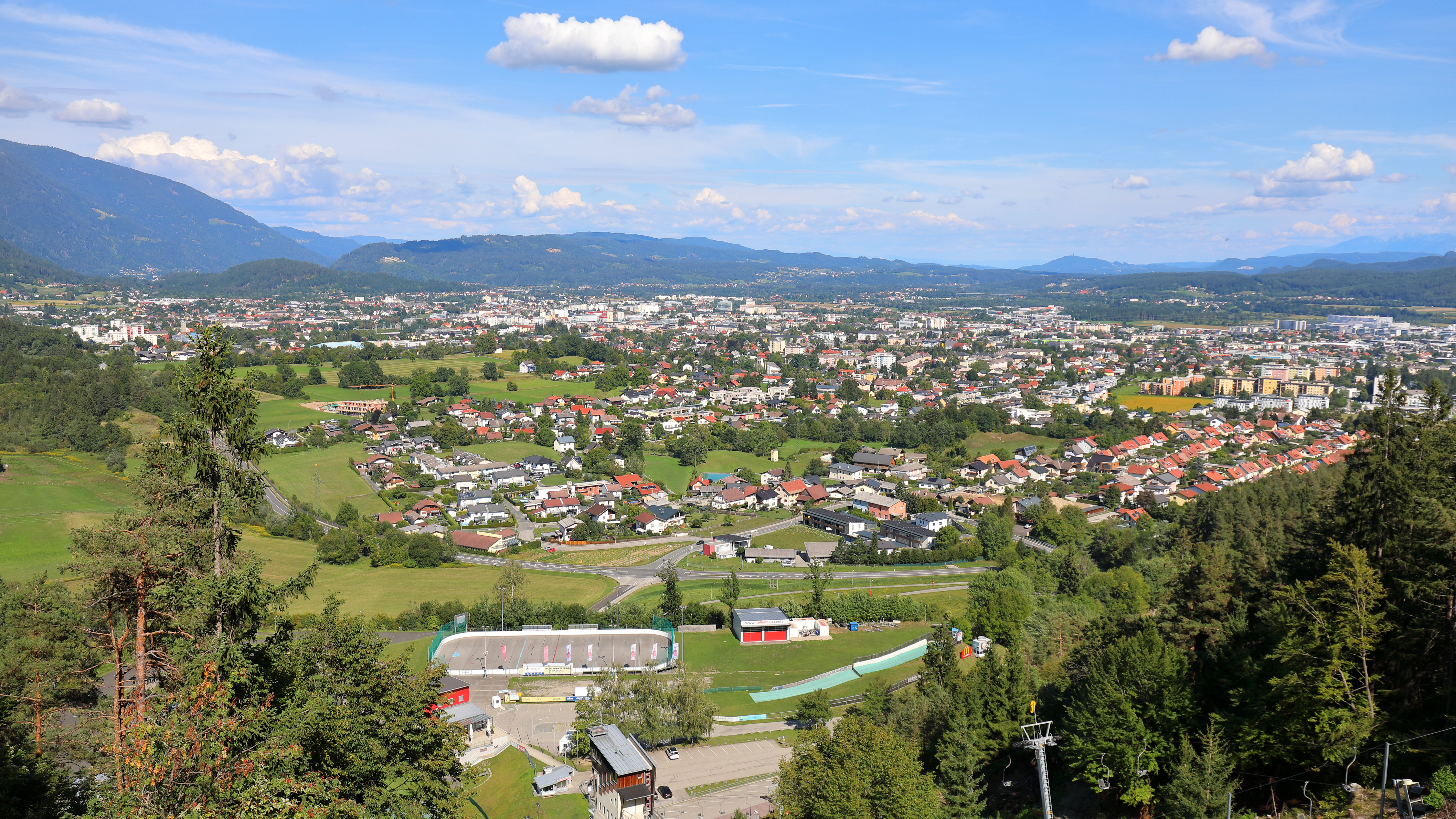
Villach, première ville alpine élue, 1997.

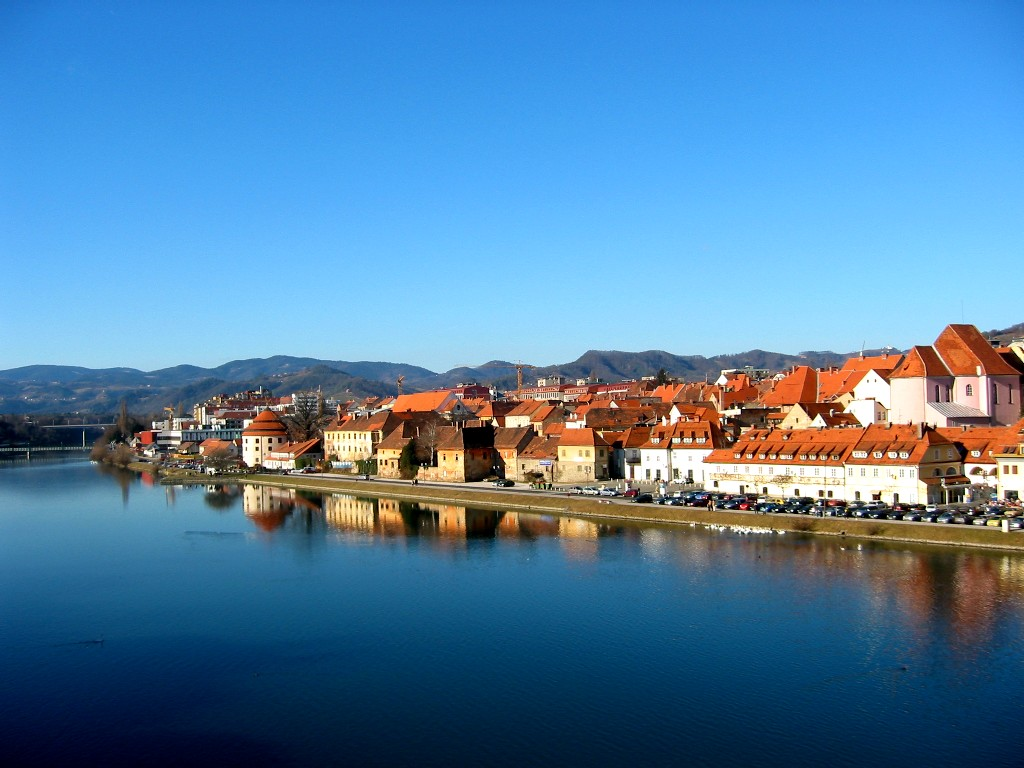
Maribor, ville alpine de l'année 2000.

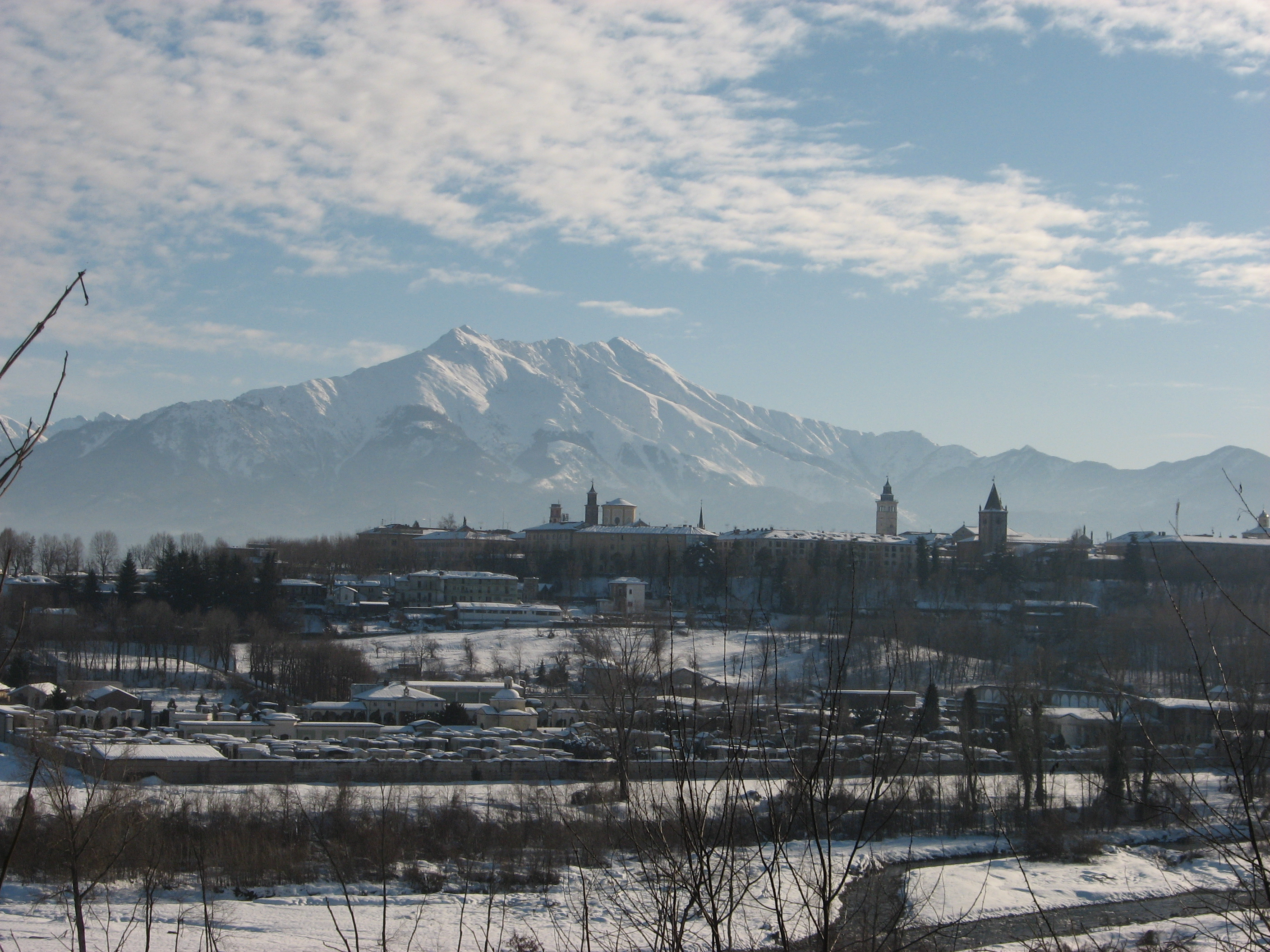
Coni, ville alpine de l'année 2024.

| Villach Belluno Maribor Bad Reichenhall Gap Herisau Trente Sonthofen Chambéry Sondrio Brig-Glis Bolzano Bad Aussee Idrija Annecy Lecco Chamonix Tolmin |

Source: Alpenstaedte
| Année | Ville               | Pays      |
| 1997  | Villach             | Autriche  |
| 1999  | Belluno             | Italie    |
| 2000  | Maribor             | Slovénie  |
| 2001  | Bad Reichenhall     | Allemagne |
| 2002  | Gap                 | France    |
| 2003  | Herisau             | Suisse    |
| 2004  | Trente              | Italie    |
| 2005  | Sonthofen           | Allemagne |
| 2006  | Chambéry            | France    |
| 2007  | Sondrio             | Italie    |
| 2008  | Brig-Glis           | Suisse    |
| 2009  | Bolzano             | Italie    |
| 2010  | Bad Aussee          | Autriche  |
| 2011  | Idrija              | Slovénie  |
| 2012  | Annecy              | France    |
| 2013  | Lecco               | Italie    |
| 2015  | Chamonix-Mont-Blanc | France    |
| 2016  | Tolmin              | Slovénie  |
| 2017  | Tolmezzo            | Italie    |
| 2018  | Bressanone          | Italie    |
| 2019  | Morbegno            | Italie    |
| 2021  | Biella              | Italie    |
| 2022  | Passy               | France    |
| 2024  | Coni                | Italie    |